# Pat Dupré
Patrick (Pat) DuPré (n, Lieja, Bélgica, 16 de septiembre de 1954) es un exjugador estadounidense de tenis. En su carrera conquistó un torneo ATP de individuales y cuatro torneos ATP de dobles. Su mejor posición en el ranking de individuales fue el n.º 14 en junio de 1980. En 1979 llegó a semifinales de Wimbledon.